# Zip (filformat)
 For alternative betydninger, se Zip. (Se også artikler, som begynder med Zip)
ZIP er et komprimerings- og arkiveringsfilformat. En ZIP-fil indeholder en eller flere filer som bliver samlet i en fil for at spare diskplads eller for at lagre filene som de er, noget man ønsker når man for eksempel tager sikkerhedskopi eller til et rent arkiveringsformål.
Algoritmen som Zip anvender hedder Deflate. Den bruger både LZ77-algoritmen og Huffman-koding.
Formatet blev udviklet af Phil Katz og hed oprindeligt PKZIP. I dag findes der mange programmer, der bruger zipformatet, blandt andet ZipGenius, WinZip, PeaZip og 7-Zip. Microsoft har integreret formatet i sine operativsystemer.